# Saar (Rhein)
Die Saar ist ein knapp elf Kilometer langer Bach, der östlich bei Vilters im Schweizer Kanton St. Gallen bzw. im St. Galler Oberland vorbeifliesst. Er entspringt in der Mittelsäss, die zur Gemeinde Bad Ragaz gehört.

## Etymologie
Die Herkunft des Namens ist unsicher. Er ist wahrscheinlich keltischen Ursprungs und könnte mit den indogermanischen Verben *ser- „fliessen“ oder *seh2(i)- „toben, wüten“ in Verbindung stehen.

## Geographie

### Verlauf
Das Saartobel erstreckt sich in Richtung Nordwesten und kreuzt die 380-kV-Leitung Bonaduz-Breite. Der Bach wechselt seine Richtung nach Nordost, bildet den Saarfall und durchfliesst einen Weiher. Vor diesem Weiher folgt ihm seit den 1990er Jahren ungefähr ein Kilometer weit die 380-kV-Leitung Sils–Fällanden. In der Rheinebene ist er kanalisiert und fliesst nach Nordwesten und anschliessend nach Norden. An seiner rechten Seite nimmt er den Saschielbach auf und tangiert die Autobahn-Abzweigung der A3 und der A13 auf 491 m ü. M. Auf seinem letzten Abschnitt durchquert er die Sarganser Au und fliesst in den Vilterser-Wangser-Kanal, der vom Grossbach und dem Vilterserbach mit Wasser gespeist wird.

### Zuflüsse
- Kleine Saar (links), 3,1 km
- Vadanabach (links), 2,4 km
- Saschielbach (rechts), 6,8 km
- Silbergiessen (rechts), 1,4 km
- Chrummgiessen (rechts), 3,2 km
- Kaltgiessen (rechts), 1,2 km

## Flusshistorie
Anfang des 19. Jahrhunderts verlief die Saar noch in gewundener Form durch die Rheinebene und vereinigte sich erst nach und nach mit anderen Wildbächen. Da sich die Sohle des Rheins durch die Ablagerung von Geschiebe hob, versumpften Äcker und Wiesen zunehmend. Zwischen 1855 und 1862 wurde die Saar erstmals korrigiert; der beim Gewässerbau anfallende Aushub diente der Errichtung der Dämme für die Bahnstrecke Chur–Rorschach. Im Zuge der Korrektion wurde die Mündung der Saar um 700 Meter rheinabwärts zur Mündung des Trübbachs verlegt. Zugleich wurden Kiesfänge an den Wildbächen errichtet, weitere Bachläufe begradigt und in der Ebene zahlreiche Entwässerungsgräben gebaut. Weitere Sohlhebungen des Rheines versuchte man zwischen 1898 und 1908 durch eine Verbreiterung und Vertiefung des unteren Saarlaufs zu begegnen. 1927 und 1954 führten Rheinhochwasser zu einem Rückstau der Saar und zur Überflutung weiter Flächen. Nach dem Hochwasser von 1954 wurde die Saarmündung erneut um 2,5 Kilometer rheinabwärts verlegt. Dieser untere Teil der Saar ist heute Teil des Vilterser-Wangser-Kanals.

## Hydrologie
Bei  der Mündung der Saar in den Vilterser-Wangser-Kanal beträgt seine modellierte mittlere Abflussmenge (MQ) 690 l/s. Sein Abflussregimetyp ist pluvial supérieur und seine Abflussvariabilität beträgt 24 %.
| Monatlicher mittlerer Abfluss in m³/s: Saar (Rhein) bei Sargans                                                  |
| --- |
| 1,20,90,60,300,690,45Jan.0,58Feb.0,80März1,15Apr.1,07Mai0,84Juni0,70Juli0,61Aug.0,53Sep.0,49Okt.0,57Nov.0,51Dez. |
| Durchgehende Linie: Mittlerer Jahresabfluss (MQ) 0,69 m³/s                                                       |
| |
| Quelle: |